# El ángel exterminador
El ángel exterminador is een Mexicaanse dramafilm uit 1962 onder regie van Luis Buñuel.

## Verhaal
Enkele gerespecteerde burgers houden een etentje. Na verloop van tijd blijkt dat de gasten de kamer niet kunnen verlaten. Er zijn geen fysieke obstakels, maar het ontbreekt hun aan wilskracht om weg te gaan. Langzamerhand valt de kleinburgerlijke façade van fatsoen weg.

## Rolverdeling
| Acteur            | Personage      |
| ----------------- | -------------- |
| Silvia Pinal      | Leticia        |
| Lucy Gallardo     | Lucía Nobile   |
| Augusto Benedico  | Carlos Conde   |
| Jacqueline Andere | Alicia Roc     |
| Enrique Rambal    | Edmundo Nobile |